# Віра (оповідання)
«Віра» (англ. Belief) — науково-фантастичне оповідання американського письменника Айзека Азімова. Увійшло до збірок «Крізь скло ясне» (Through a Glass, Clearly) (1977), «Вітри перемін та інші історії» (The Winds of Change and Other Stories) (1983).

## Сюжет
Професор фізики Роджер Тумі виявляє в себе здібність зменшувати свою масу, тобто левітувати. Він не може пояснити цю здібність. Через те, що він не завжди контролює її, за ним закріплюється репутація дивака. Керівники університету не сприймають всерйоз можливість антигравітації, вони вимагають від Тумі припинити показувати трюки.
Щоб не виглядати шарлатаном, Тумі вирішує поставити в складне становище видатного фізика доктора Дірінга, щоб тому довелось або втратити свою репутацію, або почати займатись цією проблемою.